# Latarnia morska Hilbre Island
Latarnia morska Hilbre Island – latarnia morska zanajduje się na wyspie Hilbre Island położonej u ujścia rzeki Dee w dystrykcie metropolitalnym Metropolitan Borough of Wirral.
Niewielka automatyczna latarnia została zbudowana w 1927 roku przez Mersey Docks and Harbour Board Authority. W 1973 roku latarnia została przekazana do administracji przez Trinity House.
Zasilanie słoneczne zamontowano w 1995 roku. Latarnia jest sterowana z Trinity House Operations Control Centre w Harwich.